# Retro Engine
Retro Engine es un motor de videojuego multiplataforma desarrollado, por el programador australiano Christian Whitehead, conocido por crear ports de juegos de Sonic the Hedgehog. Usos notables del motor son los ports de los juegos originales de Sonic de Mega Drive en dispositivos portátiles Android y iOS, en Sonic Mania y en Sonic Origins. 

## Visión general
A diferencia de la mayoría de los motores de juegos modernos, Retro Engine está diseñado principalmente para crear juegos bidimensionales como los lanzados para consolas de la era de los 32 o anteriores, como Sega Saturn, Sega Genesis o Super Nintendo Entertainment System. Por esta razón, el motor se enfoca más en los efectos de trama y la manipulación de la paleta, aunque cuenta con soporte para gráficos de pantalla ancha y funcionalidad en línea.

## Historia
Christian Whitehead creó el Retro Engine para usarlo con un fangame de 2007 titulado Retro Sonic, que se basa en los juegos originales de Sonic lanzados para Sega Genesis . El juego se hizo notable después de su lanzamiento por su precisión en los juegos, a pesar de no ser un  hack ROM o una modificación a un juego de Sonic existente. Retro Sonic más tarde se fusionó con otros dos fangames de Sonic, Sonic XG y Sonic Nexus, para formar Retro Sonic Nexus.
En 2009, Sega les pidió a los fanáticos ideas sobre un juego para portar a iOS. Como respuesta, Whitehead produjo un video de prueba de concepto que muestra el juego Sonic CD en un iPhone. Sega más tarde lanzó oficialmente el port en 2011 para varias plataformas, como la Xbox 360, PlayStation 3, Microsoft Windows, iOS y Android. Whitehead, junto con su compañero Simon "Stealth" Thomley, se encargaron más tarde para crear remakes de Sonic the Hedgehog y Sonic the Hedgehog 2 usando el motor, siendo lanzado para plataformas móviles en 2013. Whitehead, Thomley y PagodaWest Games más tarde colaboraron en un título original de Sonic, Sonic Mania, que se ejecuta en una versión actualizada de Retro Engine. El juego fue lanzado en agosto de 2017. En 2014, para celebrar el vigésimo aniversario del lanzamiento de Sonic 3 & Knuckles, Whitehead y Thomley produjeron una prueba de concepto que muestra el juego con el motor de un iPhone. A pesar del apoyo de los fanáticos, el proyecto no fue aprobado por Sega.
En 2019, Whitehead, en colaboración con otros miembros de Sonic Mania, fundó un nuevo estudio llamado Evening Star. En referencia al nombre del estudio, el motor pasó a llamarse Star Engine. En octubre de 2021, Evening Star anunció que se estaba desarrollando un videojuego que usaba Star Engine. Junto con esto, se anunció que Star Engine se había convertido en un motor separado con un enfoque en la representación 3D, mientras que Retro Engine permanecería como su motor de juego 2D. En enero de 2021, se lanzó una decompilación de código abierto de las versiones en Retro Engine de Sonic the Hedgehog, Sonic the Hedgehog 2 y Sonic CD, lo que permitió que los videojuegos se ejecutaran de forma nativa en plataformas de PC.
Retro Engine también se usó para la compilación de videojuegos Sonic Origins en 2022, que incluye remasterizaciones de Sonic the Hedgehog, Sonic 2, Sonic CD y Sonic 3 & Knuckles.

## Recepción
Los revisores han elogiado a Retro Engine por su rendimiento, que se ha calificado de superior a la simple emulación de los juegos originales. TouchArcade se ha referido a los remasters de Sonic the Hedgehog y Sonic the Hedgehog 2 como "espectacular".

## Videouegos que utilizan Retro Engine
| Año  | Título                | Desarrollador (es)                                                       | Plataforma (s)                                                                              |
| ---- | --------------------- | ------------------------------------------------------------------------ | ------------------------------------------------------------------------------------------- |
| 2007 | Sonic retro           | Christian Whitehead                                                      | Microsoft Windows, Dreamcast                                                                |
| 2011 | Sonic the Hedgehog CD | Juegos originales de Sonic Team y Sega; porteado por Whitehead y Stealth | Xbox 360, PlayStation 3, iOS, Android, Ouya, Microsoft Windows, Apple TV, Windows Phone     |
| 2013 | Sonic the Hedgehog    | Juegos originales de Sonic Team y Sega; porteado por Whitehead y Stealth | iOS, Android, Apple TV                                                                      |
| 2013 | Sonic the Hedgehog 2  | Juegos originales de Sonic Team y Sega; porteado por Whitehead y Stealth | iOS, Android, Apple TV                                                                      |
| 2017 | Sonic Mania           | Whitehead, Headcannon y PagodaWest Games                                 | Nintendo Switch, Xbox One, PlayStation 4, Microsoft Windows                                 |
| 2022 | Sonic Origins         | Sega, Headcannon                                                         | Nintendo Switch, Xbox One, Xbox Series X/S, PlayStation 4, PlayStation 5, Microsoft Windows |

### Proyectos potenciales
Whitehead ha llamado a juegos como Ristar, Knuckles 'Chaotix y Dynamite Headdy, así como a juegos que no son de Sega como la serie Castlevania, como otros que se podrían adaptar al motor.